# ガブリエラ・ダブロウスキー
ガブリエラ・ダブロウスキー（Gabriela Dabrowski, 1992年4月1日 - ）は、カナダ・オタワ出身の女子プロテニス選手。2017年の全仏オープンと2018年の全豪オープン混合ダブルスで優勝した。これまでにWTAツアーでダブルス9勝を挙げている。右利き、バックハンド・ストロークは両手打ち。自己最高ランキングはシングルス164位、ダブルス7位。

## 来歴
7歳からテニスを始める。ジュニア時代は2010年全豪オープンジュニア女子ダブルスでティメア・バボシュと組んで準優勝している。2011年にプロに転向。
ダブロウスキーはシングルスはあまり得意ではなく、まだ4大大会の予選を突破したことはない。ダブルスを中心に活動している。
2014年8月のワシントンD.C.大会で青山修子と組んで優勝しWTAツアー初タイトルを獲得した。2016年リオ五輪で初めてのオリンピックに出場した。ウージニー・ブシャールと組み女子ダブルスに出場、2回戦でチェコのルーシー・サファロバ＆バルボラ・ストリコバ組に 7-6(4), 2-6, 4-6 で敗れた。
2017年4月のマイアミ大会では徐一幡とのペアで決勝に進出した。決勝でサニア・ミルザ＆バルボラ・ストリコバ組を 6–4, 6–3 で破りプレミア・マンダトリーの大会で優勝した。
2017年全仏オープンではロハン・ボパンナと組んだ混合ダブルスで決勝に進出した。アンナ＝レナ・グローネフェルト＆ロベルト・ファラ組を 2–6, 6–2, [12–10] で破り優勝し初の4大大会ダブルスタイトルを獲得した。
2018年全豪オープンではマテ・パビッチとのペアで混合ダブルスの決勝に進出した。決勝ではティメア・バボシュ&ロハン・ボパンナ組を 2–6, 6–4, [11–9] で破り混合ダブルス2勝目を挙げた。

## WTAツアー決勝進出結果

### ダブルス: 16回 (9勝7敗)
| 大会グレード                  |
| ----------------------------- |
| グランドスラム (0–1)          |
| WTAファイナルズ (0–0)         |
| プレミア・マンダトリー (1–2)  |
| プレミア5 (1-0)               |
| WTAエリート・トロフィー (0-0) |
| プレミア (3–1)                |
| インターナショナル (4–3)      |

| 結果   | No. | 決勝日         | 大会           | サーフェス      | パートナー                             | 対戦相手                                                      | スコア              |
| ------ | --- | -------------- | -------------- | --------------- | -------------------------------------- | ------------------------------------------------------------- | ------------------- |
| 準優勝 | 1.  | 2013年5月25日  | ブリュッセル   | クレー          | シャハー・ピアー                       | クベタ・ペシュケ アンナ＝レナ・グローネフェルト               | 0–6, 3–6            |
| 準優勝 | 2.  | 2013年10月13日 | リンツ         | ハード （室内） | アリシア・ロソルスカ                   | カロリナ・プリスコバ クリスティナ・プリスコバ                 | 6–7(6), 4–6         |
| 優勝   | 1.  | 2014年8月2日   | ワシントンD.C. | ハード          | 青山修子                               | 桑田寛子 奈良くるみ                                           | 6–1, 6–2            |
| 優勝   | 2.  | 2015年3月8日   | モンテレイ     | ハード          | アリシア・ロソルスカ                   | アナスタシア・ロディオノワ アリーナ・ロディオノワ             | 6–3, 2–6, [10–3]    |
| 準優勝 | 3.  | 2016年6月14日  | ノッティンガム | 芝              | 楊釗煊                                 | アンドレア・フラバーチコバ 彭帥                               | 5–7, 6–3, [7–10]    |
| 優勝   | 3.  | 2016年6月19日  | マヨルカ       | 芝              | マリア・ホセ・マルティネス・サンチェス | アンナ＝レナ・フリードサム ラウラ・シグムント                 | 6–4, 6–2            |
| 準優勝 | 4.  | 2017年1月14日  | ホバート       | ハード          | 楊釗煊                                 | ラルカ・オラル オリガ・サブチュク                             | 6–0, 4–6, [5–10]    |
| 優勝   | 4.  | 2017年4月2日   | マイアミ       | ハード          | 徐一幡                                 | サニア・ミルザ バルボラ・ストリコバ                           | 6–4, 6–3            |
| 優勝   | 5.  | 2017年8月26日  | ニューヘイブン | ハード          | 徐一幡                                 | アシュリー・バーティ ケーシー・デラクア                       | 3–6, 6–3, [10–8]    |
| 優勝   | 6.  | 2018年1月12日  | シドニー       | ハード          | 徐一幡                                 | 詹詠然 アンドレア・フラバーチコバ                             | 6–3, 6–1            |
| 優勝   | 7.  | 2018年2月18日  | ドーハ         | ハード          | エレナ・オスタペンコ                   | アンドレヤ・クレパーチ マリア・ホセ・マルティネス・サンチェス | 6–3, 6–3            |
| 優勝   | 8.  | 2018年6月30日  | イーストボーン | 芝              | 徐一幡                                 | イリーナ＝カメリア・ベグ ミハエラ・ブザルネスク               | 6–3, 7–5            |
| 準優勝 | 5.  | 2018年10月6日  | 北京           | ハード          | 徐一幡                                 | アンドレア・セスティニ・フラバーチコバ バルボラ・ストリコバ   | 6–4, 4–6, [8–10]    |
| 準優勝 | 6.  | 2019年5月12日  | マドリード     | クレー          | 徐一幡                                 | 謝淑薇 バルボラ・ストリコバ                                   | 3–6, 1–6            |
| 優勝   | 9.  | 2019年5月25日  | ニュルンベルク | クレー          | 徐一幡                                 | シャロン・フィッチマン ニコール・メリヒャル                   | 4–6, 7–6(5), [10–5] |
| 準優勝 | 4.  | 2019年7月14日  | ウィンブルドン | 芝              | 徐一幡                                 | 謝淑薇 バルボラ・ストリコバ                                   | 2–6, 4–6            |